# Solitude (stadio)
Solitude è uno stadio calcistico britannico che si trova a Belfast, in Irlanda del Nord.
È l'impianto interno del Cliftonville costruito nel 1890, ha una capienza ufficialmente permessa di circa 2 000 posti sui 6 000 di cui è capace.
L'impianto ha subito varie ristrutturazioni.
Nel 2002 fu costruita una tribuna da adibire come settore ospiti e nel 2008 ne è stata costruita un'altra dietro la porta collocata sul lato orientale del campo.

## Storia
Aperto nel 1890, lo stadio fu il primo al mondo in cui si batté un calcio di rigore. Inizialmente consisteva in due campi da gioco di cui uno è stato venduto e su cui sono state costruite delle case. È anche il più antico impianto calcistico nell'isola Irlandese. Solitude ha ospitato molte finali di coppa e svariati match internazionali. Dal 1890 al 1910 è stato anche il terreno di casa della Nazionale di calcio dell'Irlanda (IFA). Su questo campo la nazionale irlandese riuscì, per la prima volta, ad evitare una sconfitta contro l'Inghilterra. Il match finì 2-2 con i padroni di casa capaci di recuperare due goal di svantaggio.

## Tribune

### Main Stand
La Main Stand (foto nel template) è la tribuna principale dello stadio, quella in cui si riunisce la maggior parte della tifoseria casalinga. Costruita a partire dal 1950. Presenta due settori. Quello superiore è caratterizzato dalla presenza di seggiolini e panchine, quello inferiore delle gradinate.

### Cage End stand
È senza dubbio la parte più famosa dello stadio, quella a cui sono legati i migliori ricordi dei tifosi, specialmente quelli anziani. La vecchia struttura (foto in alto) è stata demolita per far posto ad una più moderna (foto sotto), aperta il 27 ottobre 2008 e dotata di vari servizi tra cui spogliatoi all'avanguardia.

### Settore ospiti
Conosciuto anche come "Bowling Green End" è il settore destinato agli ospiti che, nonostante sia tra i migliori della provincia dell'Ulster, non è quasi mai pieno, se non quando arrivano i supporters del Glentoran Football Club o del Linfield Football Club, le più importanti franchige nord-irlandesi.

### Whitehouse
La Whitehouse è un'altra famosa attrattiva dello stadio, sulla falsariga del Cottage di Craven Cottage, stadio di casa del Fulham Football Club. Presenta degli spogliatoi, anche se ormai sono stati rimpiazzati da quelli della Cage End stand. Per la White House si prospetta un futuro da museo.